# Mazda Tribute
Mazda Tribute var den første SUV-model fra den japanske bilfabrikant Mazda. Bilen blev præsenteret på Los Angeles Auto Show i januar 2000 og kom på det europæiske marked i september samme år. Tribute var udviklet i samarbejde med søstermærket Ford, hvilket gjorde at modellen ikke kun delte den tekniske basis, men også væsentlige dele af karrosseriet med Ford Maverick. Også motorprogrammet var identisk for begge modeller. I 2006 indstilledes salget i Europa, mens modellen med let modificeret karrosseri fortsatte i Asien. Mazda Tribute var en betydeligt større succes i USA end i Europa, hvor modellen i 2007 blev afløst af Mazda CX-7. Denne nye model deler teknik og platform med Ford Escape.

## Udstyr
Tribute fandtes i versionerne Comfort og Exclusive, hvor sidstnævnte kun kunne leveres i kombination med den større V6-motor på 3,0 liter.

## Facelift
I sommeren 2004 gennemgik Tribute et let facelift, hvor for- og baglygter, kofangere, front- og hækskørter samt kabinen blev modificeret. Nyt var blandt andet standardmonterede 16" alufælge, sidespejle lakeret i bilens farve og en udvidet midterkonsol.
Til sikkerhedsudstyret hørte nu bl.a. totrins airbags til fører og forsædepassager samt gardinairbags foran og bagi. Bagsædepassagererne blev nu beskyttet af tre nakkestøtter og automatiske sikkerhedsseler på alle siddepladser. Ud over skivebremser på alle fire hjul var ABS med elektronisk bremsekraftfordeling og mekanisk bremseassistent standardudstyr. Derudover kunne samtlige versioner nu fås med firehjulstræk, som efter behov fordelte kraften elektromagnetisk til baghjulene.
I starten af 2008 indstilledes produktioonen af Mazda Tribute.

## Motorer
Da Tribute primært var tilegnet USA, fandtes den kun med benzinmotorer:
- 2,0-liters firecylindret rækkemotor med 91 kW (124 hk) og femtrins manuel gearkasse
- 3,0-liters V6-motor med 145 kW (197 hk) og firetrins automatgear

2,0-litersmotoren ydede i USA 95 kW (129 hk) i stedet for 91 kW (124 hk) som i Europa.
Med faceliftet i sommeren 2004 blev også motorerne modificeret, så 2,0'eren blev afløst af en ny 2,3'er og V6'eren fik 4 kW ekstra. Derudover opfyldt den lille motor nu Euro4-normen.
- 2,3-liters firecylindret rækkemotor med 110 kW (150 hk) og femtrins manuel gearkasse
- 3,0-liters V6-motor med 149 kW (203 hk) og firetrins automatgear

## Tribute HEV
I år 2007 introduceredes i Detroit Mazda Tribute HEV (Hybrid Electric Vehicle), som er baseret på anden generation af Tribute. Den miljøvenlige SUV med hybriddrift yder ved hjælp af både en benzin- og en elektromotor en samlet systemydelse på 114 kW (155 hk). Den firecylindrede 2,3-liters benzinmotor fra MZR-serien yder 98 kW (133 hk) ved 6000 omdr./min.
DOHC 16V-motoren arbejder efter Atkinson-cyklussen − en ventilstyring, hvor indsugningsventilerne først lukker meget sent og derved udgør en del af blandingen i indsugningstakten. Denne cyklus forbedrer virkningsgraden, men har dog den ulempe at drejningsmomentet er relativt lavt ved lave omdrejningstal. Som en del af hybriddriften kan denne ulempe afhjælpes ved hjælp af en elektromotor.
Tribute HEV er derfor udstyret med en elektromotor med 70 kW (95 hk). Ved kraftige accelerationer sørger den for den ønskede ekstra trækkraft. Den overtager derudover også startmotorens funktion og lader som generator via benzinmotoren batterierne op under kørslen.
Dermed accelerer bilen fra 0 til 100 km/t næsten lige så hurtigt som en konventionel SUV med V6-motor og 147 kW (200 hk), men bruger under bykørsel op til 75 procent mindre benzin. Modellen er foreløbig ikke planlagt introduceret i Europa.